# Músculos interóseos plantares
Los músculos interóseos plantares son tres músculos que se encuentran por debajo de los huesos metatarsianos, estando cada uno conectado a un hueso metatarsiano.
Surgen de las bases y lados laterales de los cuerpos del tercer, cuarto y quinto metatarsiano, y se insertan en los lados mediales de las bases de las primeras falanges de los mismos dedos y en las aponeurosis de los tendones del Músculo extensor largo de los dedos.
Su función principal es la de realizar la flexión plantar de la articulación metatarsofalángica.

## Imágenes adicionales

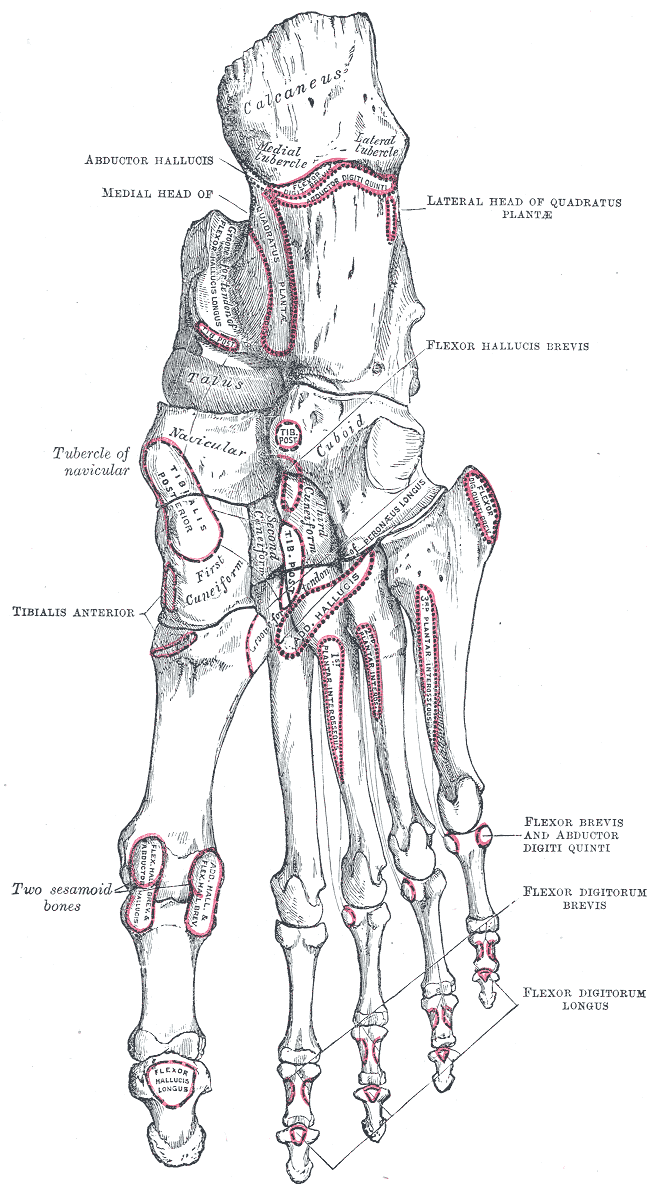
Huesos del pie derecho. Cara plantar.

- Datos: Q2360339
- Multimedia: Plantar interosseous muscles of feet / Q2360339